# Edna Goodrich
Edna Goodrich, nata Bessie Edna Stevens, (Logansport, 22 dicembre 1883 – New York, 26 maggio 1972), è stata un'attrice cinematografica e di rivista statunitense.

## Biografia

### La famiglia
Figlia di Nellie Goodrich e di A.S. Stevens, Edna crebbe presso il nonno, Abner Scott Thornton, un influente membro della sua città natale, Logansport. Suoi fratelli furono William Patton Thornton, un medico molto conosciuto; Henry Clay Thornton, avvocato e padre di Sir Henry Worth Thornton e il dottor Joseph Lyle Thornton, noto educatore. Il giudice William Wheeler Thornton fu suo nipote. Membri della sua influente famiglia furono anche il giudice James Johnston Thornton e Samuel W. Thornton. Il nonno Justus Goodrich morì in un manicomio di Kankakee, nell'Illinois, il 3 giugno 1896. La malattia mentale gli derivava da una forte insolazione che l'aveva colpito durante la marcia che il suo corpo aveva sostenuto verso Gettysburg prima della battaglia. Nel corso dello scontro, il 2 luglio 1863, era stato colpito da una fucilata nel tallone.

### Inizio carriera
Divenuta adulta, Edna e sua madre si trasferirono a New York. Ambedue avevano ambizioni teatrali e cercarono lavoro come ballerine di fila. Edna riuscì a entrare nel cast di un musical di grande successo, Florodora, dove era una delle sei interpreti di uno dei numeri musicali più conosciuti dello spettacolo e dove le sei componenti dovevano essere tutte molto belle e armoniose tra di loro. Delle settanta ragazze che rivestirono i panni delle Florodora Girls, Edna Goodrich fu quella che conobbe più popolarità di tutte.

Edna rimase coinvolta in quello che i giornali della catena Hearst avrebbero titolato come il processo del secolo: Stanford White, uno dei più celebri architetti di New York, venne ucciso a colpi di revolver al Madison Square Garden davanti a decine di testimoni dal milionario Harry Kendall Thaw. La causa dell'omicidio, durante il processo, fu individuata nella folle gelosia che ossessionava Thaw, furioso per la relazione che sua moglie, Evelyn Nesbit, aveva avuto qualche anno prima con White. Si dichiarò che a far incontrare i due era stata proprio Edna Goodrich che aveva presentato al maturo White la giovanissima Evelyn durante un intrattenimento molto riservato nell'appartamento dell'uomo.

### 1905-1910
Dopo aver lasciato Florodora, Edna ricoprì ruoli da protagonista nelle produzioni comiche di Nat C. Goodwin, il più famoso comico statunitense dell'epoca. Con gli spettacoli di Goodwin, che sposerà nel 1908 per poi divorziare nel 1911, girerà gli Stati Uniti e l'Europa. Nel 1908, Edna e Goodwin fecero molto parlare i giornali delle loro faccende private. I pettegolezzi riportavano che l'attrice avesse una relazione con tale McMillan, un milionario intenzionato a sposarla. Goodwin, però, dopo il divorzio dalla terza moglie, l'attrice Maxine Elliott, correva dietro a Edna per convincerla a sposare lui, utilizzando anche gli investigatori per mettere in cattiva luce McMillan. Alla fine, i due si sposarono, firmando un contratto prematrimoniale.

### 1911-1920
Dopo un divorzio altrettanto chiacchierato, Edna - durante la prima guerra mondiale - fece l'infermiera per i feriti dell'esercito britannico, in Inghilterra e in Belgio. A Londra, trasformò una delle sue residenze in un convalescenziario per soldati che ritornavano dal fronte. Lavorò anche per il cinema, girando una decina di film, tutti negli anni dieci. Sullo schermo non ebbe lo stesso successo che aveva avuto in teatro. Soffrì anche di una dipendenza da alcool che la fece licenziare sul set di The Golden Chance di Cecil B. DeMille.

## Filmografia
La filmografia è completa
- Armstrong's Wife, regia di George Melford (1915)
- The Making of Maddalena, regia di Frank Lloyd (1916)
- The House of Lies, regia di William Desmond Taylor (1916)
- Queen X, regia di John B. O'Brien (1917)
- Reputation, regia di John B. O'Brien (1917)
- Daughter of Maryland, regia di John B. O'Brien (1917)
- American Maid, regia di Albert Capellani (1917)
- Her Second Husband, regia di Dell Henderson (1917)
- Who Loved Him Best?, regia di Dell Henderson (1918)
- Her Husband's Honor, regia di Burton L. King (1918)
- Treason, regia di Burton L. King (1918)

## Spettacoli teatrali
- Florodora (Broadway, 10 novembre 1900 - 25 gennaio 1902)
- The Runaways - (prima: 11 maggio 1903)
- Mam'selle Napoleon - (prima 8 dicembre 1903)
- The Rollicking Girl - (prima: 1º maggio 1905)
- A Jolly Baron - (prima: 4 settembre 1905)
- The Genius - (prima: 3 ottobre 1906)
- The Easterner - (prima:2 marzo 1908)